# Atractodes cultellator
Atractodes cultellator là một loài tò vò trong họ Ichneumonidae.